# Håkan Olofsson
Håkan Olofsson var en riksdagsman för bondeståndet från Flakebergs socken i Skaraborgs län. Ungefärlig livstid 1660-1737. Han var bondeståndets talman i 1731 års riksdag.